# خوسيه بينتو كويلو
خوسيه بينتو كويلو هو سياسي برتغالي، ولد في 27 سبتمبر 1960 في لشبونة في البرتغال. نشط حزبياً في Ergue-te ‏.